# Dekanat Jasło Zachód
Dekanat Jasło Zachód – dekanat diecezji rzeszowskiej składający się z 10 parafii:
- Bączal Dolny, pw. św. Mikołaja i Imienia Maryi,
- Jabłonica, pw. Matki Bożej Królowej,
  - Lipnica Górna – kościół filialny św. Michała Archanioła,
- Jasło, pw. Najświętszego Serca Pana Jezusa i Niepokalanego Serca NMP,
  - Jasło – kościół rektoralny Sióstr Wizytek,
- Jasło, pw. Miłosierdzia Bożego,
- Jasło - Niegłowice, pw. Matki Bożej Królowej Świata,
- Lisów, pw. Matki Bożej Królowej Polski,
- Skołyszyn, pw. św. Józefa i śś. Piotra i Pawła,
- Sławęcin, pw. św. Katarzyny,
  - Przysieki – kościół filialny św. Jana Pawła II,
- Święcany, pw. św. Anny i św. Jana Nepomucena,
  - Siepietnica – kościół filialny Matki Bożej Częstochowskiej,
  - Święcany, Czernianka – kościół filialny Świętej Rodziny,
  - Święcany, Przechody – kościół filialny Podwyższenia Krzyża Świętego,
- Trzcinica, pw. Przemienienia Pańskiego i św. Doroty,
  - Trzcinica – kościół filialny św. Doroty,